# Jago Abuladze
Jago Džumberovič Abuladze (in russo Яго Джумберович Абуладзе?; 16 ottobre 1997) è un judoka russo.

## Palmarès
- Europei

Praga 2020: argento nei -60 kg.
Lisbona 2021: bronzo nei -60 kg.
- Europei Under-23

Podgorica 2017: argento nei 60 kg.
Győr 2018: oro nei 60 kg.

### Vittorie nel circuito IJF
| Data              | Località | Paese      | Categoria  |
| ----------------- | -------- | ---------- | ---------- |
| 20 settembre 2019 | Tashkent | Uzbekistan | Grand Prix |
| 23 ottobre 2020   | Budapest | Ungheria   | Grand Slam |